# Eblisia punctipyga
Eblisia punctipyga är en skalbaggsart som beskrevs av Miłosz A. Mazur 1990. Eblisia punctipyga ingår i släktet Eblisia och familjen stumpbaggar. Inga underarter finns listade i Catalogue of Life.